# Florentino Pérez
Florentino Pérez (Madrid, 8. ožujka 1947.) je bivši španjolski političar i trenutačni predsjednik madridskog Reala i Superlige. Najpoznatiji je po tome što je "stvorio" Galácticose, zvjezdanu ekipu Reala. Već je jedanput bio predsjednik u razdoblju od 2000. do 2006. kada su oformljeni prvi Galacticosi te je trenutačni predsjednik od izabiranja u lipnju 2009. Jedino je još Adolfo Meléndez imao dva mandata.

## Angažman u Realu
Prvi put se za predsjednika kandidirao 1995., ali je izgubio za 700 glasova od Ramóna Mendoze.
Drugi put se kandidira 2000. te pobjeđuje dotadašnjeg predsjednika Lorenza Sanza. Glasače je privukao svojim smislom za biznis te politikom Zidanes y Pavones kojom je obećao da će u klub dovesti velike zvijezde koju će potpomići iz Realovih mladih škola te time načiniti tim "nepobjedivih". Ono što se činilo nemogućim dogodilo se 2000. Naime, Perez u klub dovodi igrača kojeg je obećao i koji je bio jedan od najboljih igrača najljućeg rivala Barcelone, Luísa Figa. Iza toga u klub dolaze Zinedine Zidane, Ronaldo i David Beckham. Uz te igrače, Realu je osnovica bio i mladi pogon iz kojeg su došli Iker Casillas i Raúl González, a tu je već odranije bio i Roberto Carlos.
Real je ovim transferima uvećao svoju dobit, pogotovo na Dalekom i Bliskom istoku. Ni rezultatski momčad nije podbacila, ali pošto se od ovakvih zvijezda očekivalo mnogo više to je protumačeno kao "neuspjeh". U svlačionici Reala počinu prvi problemi na koje je umnogome utjecao sam Perez. Ovo su samo neki od navedenih primjera kojima se Perez zamjerio Realovim navijačima i zbog čega je bio prozivan s tribina:
- Pérez je zanemario obrambene igrače i nije im povećao plaću. To je dovelo do odlaska, prema mnogima jednog od najboljih obrambenih igrača na svijetu, Claudea Makéléléa. Njegov odlazak uzdrmao je suglasnost u timu što je dovelo do svađe između Péreza i pojedinih igrača. Iako je slogan njegove kampanje bio Zidanes y Pavones, igrač iz ovog slogana, Pavon je zanemaren od strane predsjednika te je i on otišao iz Reala. Obrana se nakon ovog totalno raspala

- Do još veće nesuglasnosti u svlačionici i klubu došlo je nakon otpuštanja odličnog trenera del Bosquea. Iz kluba ubrzo odlaze Fernando Hierro, Fernando Morientes, Steve McManaman i gore navedena dvojica. Otpuštanje del Bosquea u javnosti je izazvalo zgražanje i nevjericu jer nisu mogli vjerovati da se otpustio trener koji je s Realom osvojio dvije titule Europskih prvaka.

- Pojedini Galácticosi su se forsirali, a zapostavljeni su "ostali" igrači koji su bili u boljoj formi od ljubimaca predsjednika Pereza. Iako je Michael Owen imao četiri pogotka više od Raula, dobivao je puno manju minutažu i plaću. Ubrzo i on odlazi iz kluba.

- Pogreške u dovođenjima i zadržavanjima pojedinih igrača. Poglavito se tu ističu Samuel Eto'o i Roberto Soldado.

Iz kluba odlazi ili je već otišla većina prve momčadi Galácticosa, a ostali su samo Raul, Casillas i Beckham. Nakon poraza od Mallorce Pérez podnosi ostavku 27. veljače 2006. Beckham odlazi 2007. i to je konačni raspad Galácticosa.

Nakon njega izmijenila su se četiri predsjednika, no bez većih uspjeha. Ponovno postaje predsjednikom 1. lipnja 2009. Ponovno se vraća na svoju politiku Galacticosa te u klub dolaze mnogi perspektivni nogometaši kao što su Kaká, Cristiano Ronaldo, Karim Benzema, Xabi Alonso, Ángel di María, Mesut Özil, Luka Modrić, Sami Khedira, Gareth Bale, James Rodríguez i ostali.